# Habenaria modestissima
Habenaria modestissima är en orkidéart som beskrevs av Heinrich Gustav Reichenbach. Habenaria modestissima ingår i släktet Habenaria och familjen orkidéer. Inga underarter finns listade i Catalogue of Life.